# Sarajevogänget
Sarajevogänget (även kallad Raja Sarajevo) är en dokumentärfilm från 1994, inspelad under belägringen av Sarajevo, av regissören Erik Gandini. 

## Handling
Fem vänner bosatta i Sarajevo försöker att leva ett normalt liv, trots kriget. Hur de än försöker, kan de inte vara oberörda av kriget.

## Om filmen
Filmen hade premiär den 4 december 1994 på Zita i Stockholm.

## Utmärkelser
Filmen utnämndes till årets film av Nöjesguiden och fick pris från Nordvision för bästa dokumentär 1995.